# Christoph Schärer
Christoph Schärer (Oberdiessbach, 14 de agosto de 1980) es un deportista suizo que compitió en gimnasia artística, especialista en la barra fija. Ganó dos medallas de bronce en el Campeonato Europeo de Gimnasia Artística entre los años 2004 y 2006.

## Palmarés internacional
| Campeonato Europeo | Campeonato Europeo     | Campeonato Europeo | Campeonato Europeo |
| Año                | Lugar                  | Medalla            | Prueba             |
| ------------------ | ---------------------- | ------------------ | ------------------ |
| 2004               | Liubliana ( Eslovenia) | Medalla de bronce  | Barra fija         |
| 2006               | Volos ( Grecia)        | Medalla de bronce  | Barra fija         |